# Herndlgasse
Die Herndlgasse befindet sich im 10. Wiener Gemeindebezirk Favoriten. Sie wurde 1874 nach Paul Herndl benannt, dem letzten Ortsrichter von Wieden, zu dem bis dahin die verbauten Gebiete außerhalb des Linienwalls großteils gehörten, die 1874 zum neuen Bezirk Favoriten erhoben wurden.

## Lage und Charakteristik
Die Herndlgasse erstreckt sich am nördlichen Hang des Wienerberges von der Gudrunstraße im Norden ansteigend bis zum Reumannplatz im Süden. Sie berührt den Wielandplatz mit dem Wielandpark und quert die Quellenstraße. In der Herndlgasse, die als Einbahnstraße geführt wird, verkehrt die Autobuslinie 14A in Richtung Reumannplatz. Die Verbauung mit 26 Hausnummern besteht aus Wohnhäusern.

## Gebäude

### Nr. 6: Baptistenkirche
Im Hof des Wohnhauses aus der Nachkriegszeit ist ein Gebets- und Versammlungsraum der International Baptist Church of Vienna untergebracht. Dabei handelt es sich um eine Gemeinde der Baptistenkirche, deren Gottesdienste vor allem in englischer Sprache gefeiert werden.

### Nr. 9: Sgraffito Fischer von Erlach
Am Haus Ecke Erlachgasse 88 befindet sich ein großformatiges, mit Langer signiertes Sgraffito, das an den Architekten Johann Bernhard Fischer von Erlach und dessen Errichtung der Wiener Karlskirche erinnert.

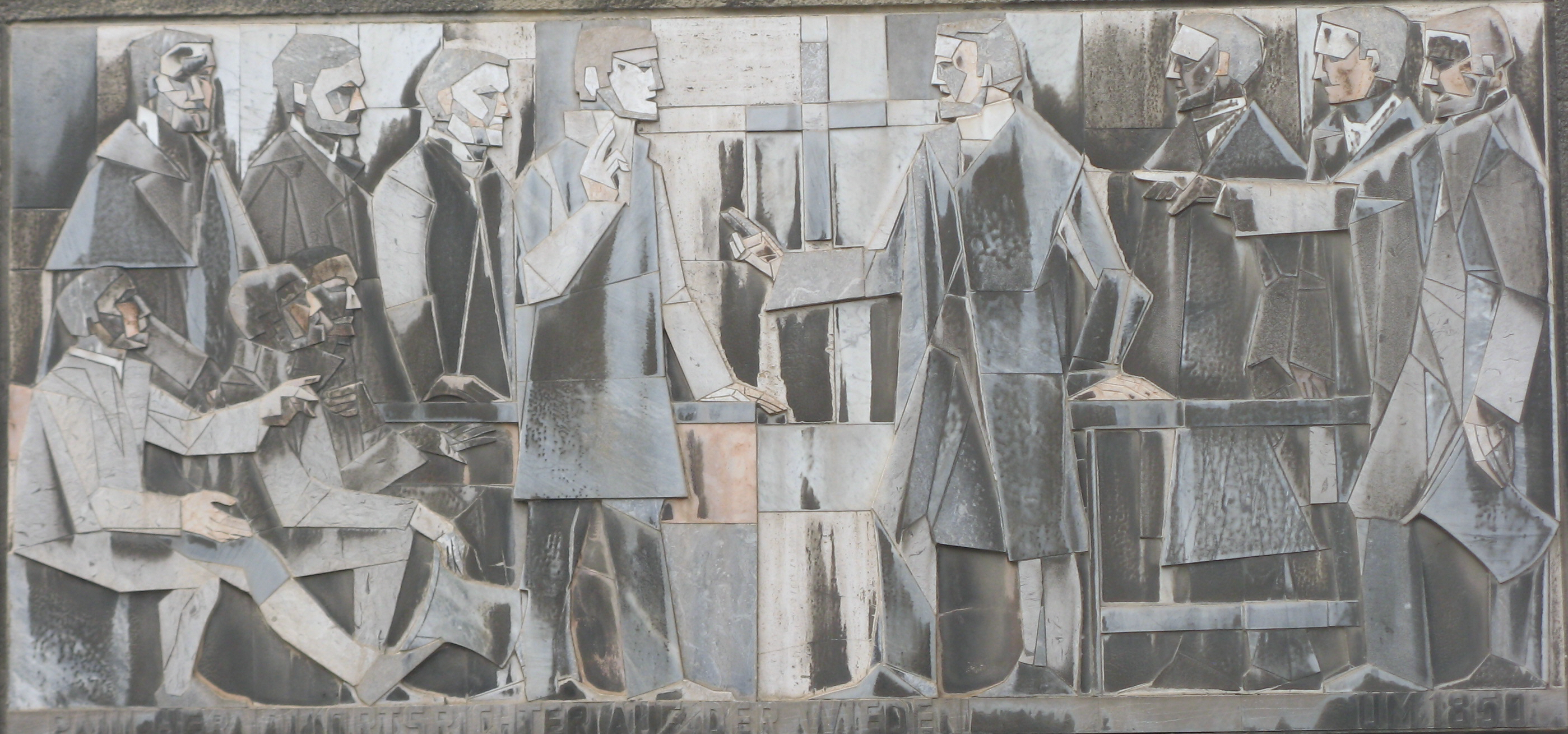
Relieftafel, Ortsrichter Paul Herndl bei einer Gerichtsverhandlung zeigend

### Nr. 16: Relief Paul Herndl
Am Haus Nummer 16 stellt eine unsignierte Relieftafel den Namensgeber der Herndlgasse, Paul Herndl, den letzten Ortsrichter von Wieden dar, wie er gerade bei einer Gerichtsverhandlung amtiert. Von Herndl, der um 1850 sein Amt ausübte, sind keine genauen Lebensdaten bekannt.

### Nr. 22: Mosaik
Das Wohnhaus Nummer 22 zeigt ein über zwei Stockwerke reichendes Wandmosaik eines unbekannten Künstlers.

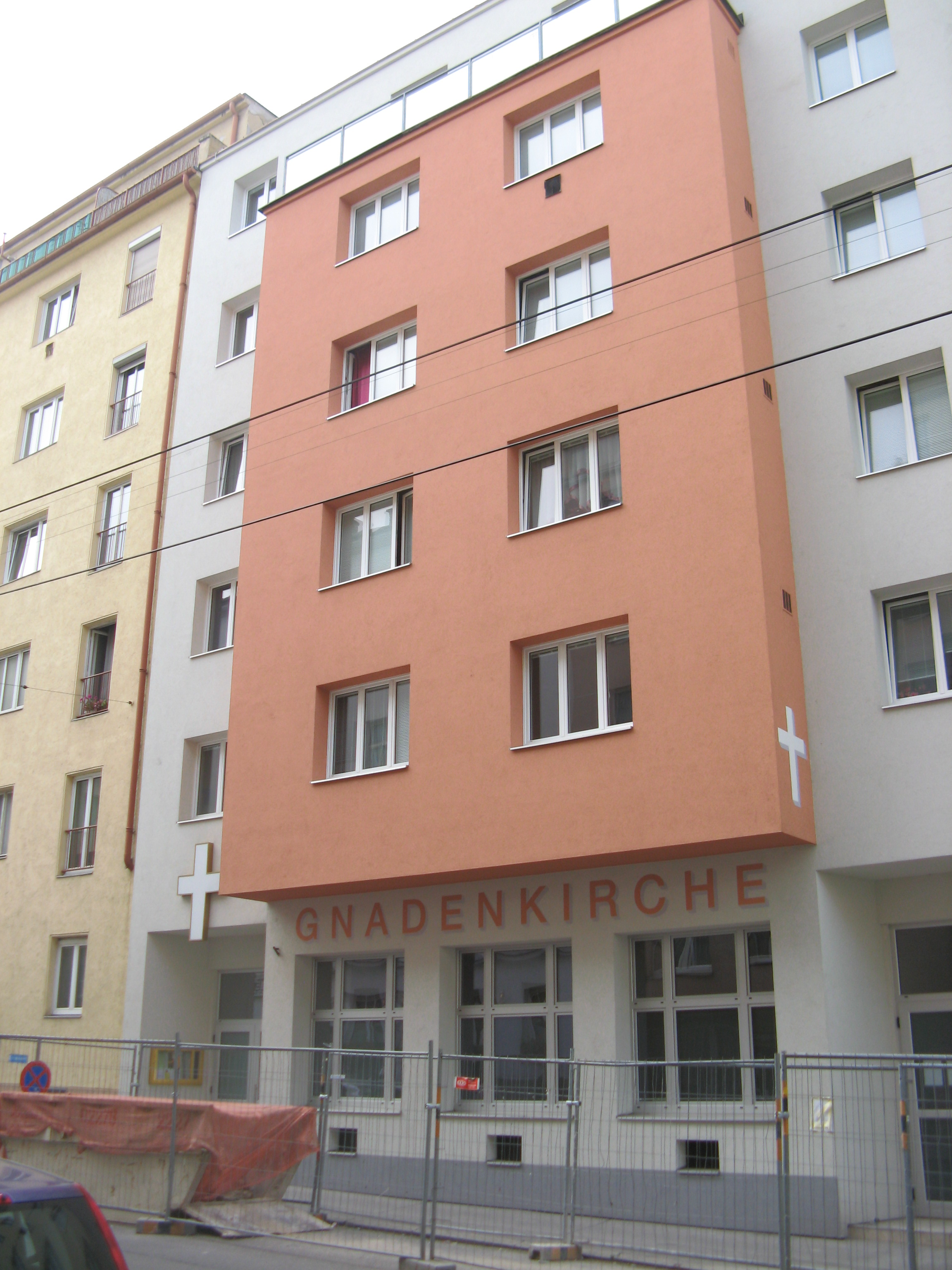
Evangelische Gnadenkirche

### Nr. 24: Evangelische Gnadenkirche
In einem Wohnhaus, von außen nicht erkennbar (außer durch die Aufschrift), ist der Kirchensaal sowie das Gemeindezentrum der evangelisch-lutherischen Pfarrgemeinde Wien-Favoriten untergebracht. Der einfache Kirchenraum der Gnadenkirche wurde 1966 durch Rudolf Angelides gestaltet, der mehrere evangelische Kirchenbauten in Wien ausführte.

### Nr. 26: Wandbild
Das Wohnhaus Nummer 26 besitzt ein großformatiges reliefiertes farbiges Wandbild, das Pferde auf einer Weide darstellt.